# MemoReplay
MemoReplay（メモリプレイ）は、株式会社サプライズモール（SURPRISE MALL Co.,ltd, 村部大介代表取締役社長）が提供する、結婚式をはじめとする各種パーティ、イベントを演出する事業サービスである。2014年9月5日、商標登録。

## 概要
結婚式の披露宴においては、プロの俳優（子役）が、子供の頃から幼年期、少年期、青年期の各年代の新郎新婦に扮して次々と会場に登場し、過去の出来事を演じて再現される。また、企業の創立者など、祝い事、パーティ、イベントの出席者の身辺で起きた出来事、両親や子供との思い出、家族や仲間とのエピソードが再現されるサービスでもあり、後述のように各種メディアで取り上げられている。

## メディア
2016年11月15日放送のテレビ番組『中居正広のミになる図書館』で、結婚式出席者全員が号泣する話題のサービスとして紹介されている。また、2018年1月2日放送の『めちゃ×2イケてるッ!』の企画「中居＆ナイナイ日本一周FINAL」では、中居から岡村隆史や矢部浩之などに宛てたメモリプレイが上演された。

## 運営
挙式の1 - 2か月前から準備を始め、演者のオーディション、リハーサルを経て本番に臨むとされており、参列者には事前にメモリプレイが行われることは告げられず、「花嫁の手紙」の段取りであることだけが予告された状態での、一種のサプライズ演出として上演される。
2018年5月27日放送のゲンバビトでは、日本全国から月20 - 30件の依頼を受け、メモリプレイの台本の企画立案・執筆、さらに出演者オーディションを開催、演技指導、子役のマネージメントなど、メモリプレイを運営する株式会社サプライズモールの業務の様子が紹介され、代表取締役社長の村部大介は「結婚式は、両親にとって卒業式。絶対に泣かすぞというつもりでやっています」と語っている。また、2018年6月23日放送の新・情報7days ニュースキャスターでは、関西であれば関西の役者、新郎新婦にできるだけ似てる子、といった演者起用の方向性が紹介され、実際の夫婦が開いた披露宴の中でメモリプレイのサービスが実施される様子が放映されている。

## 由来
「MemoReplay」の名称は、「Memo」（忘れないように書き留める）、「Memory」（記憶、想い出）、「Replay」（もう一度再生する）、「Play」（演じる）の4語を重ねたと説明される、一種のかばん語である。

## 掲載

### テレビ
- 中居正広のミになる図書館　テレビ朝日　2016年11月15日放送
- スッキリ!!　日本テレビ
  - 2017年2月16日放送　かなり斬新！泣けると話題の結婚式の「新演出」[11]
  - 2017年5月26日放送　7days TV かぞくって、なんだ。[12]
- めちゃ×2イケてるッ!　フジテレビ 　2018年1月2日放送
- ゲンバビト　TBS　2018年05月27日放送
- 大阪ほんわかテレビ　読売テレビ　2018年5月18日放送[13][14]（「情報喫茶店」コーナーVTRにて結婚式披露宴での上演風景などを紹介）
- 新・情報7days ニュースキャスター　TBS　2018年6月23日放送

### 映画
- リップヴァンウィンクルの花嫁　岩井俊二監督

### 新聞
- 西日本新聞 朝刊 2017年11月29日 掲載

## 関連リンク
- 株式会社サプライズモール　SURPRISE MALL Co.,ltd